# Gefängnis von San Antonio
Das Gefängnis von San Antonio (spanisch Prisión de San Antonio) ist eine venezolanische Haftanstalt.

## Lage
Die Anstalt befindet sich auf der Isla Margarita, die Venezuela vorgelagert ist, etwa acht Kilometer westlich der Provinzhauptstadt Porlamar.

## Geschichte
Es wurde zwischen 1980 und 1984 für 550 Insassen gebaut. Zurzeit hat es über 2000 Gefangene. Im Jahr 2011 berichtete die New York Times, dass die Insassen dort über ein Schwimmbecken verfügten und weibliche Besucher ständig ein und aus gingen. Im Gefängnis sollen viele Häftlinge schwere Waffen besitzen. Viele ausländische Gefangene sitzen dort wegen Drogenhandels.